# Jean-Luc Seret
Jean-Luc Seret, né le 4 septembre 1951 à Saint-Étienne-du-Rouvray (Seine-Maritime) et mort le 19 mars 2024 à Bourgueil,,, est un maître international d'échecs français et quadruple champion de France.

## Biographie

### Études
Jean-Luc Seret est diplômé de l'École centrale Paris (Promotion 1975).

### Carrière en club
Originaire de la région rouennaise, Jean-Luc Seret débute en 1963 au club de Rouen (Cercle rouennais des échecs). Il rejoint en 1974 le club de Sotteville-lès-Rouen (La Dame blanche), puis Rouen-Échecs (né de la fusion de ces deux clubs en 1978). Il joue ensuite pour les clubs de Belfort (1992-1994), Bordeaux-échecs (1995-2002), Gif-sur-Yvette (2002-2010), Deauville (2010-2011), Échiquier bordelais (2011-2013) et Avoine (depuis 2013).
De 2002 à 2011, il est le président du club de Gif-sur-Yvette.
Au niveau fédéral, il occupe le poste de membre du Comité Directeur de la Fédération Française des Échecs (FFE) de 1988 à 1992. Il est également longtemps membre de la Commission Technique dont il est le président de 1997 à 1999.
Il participe au championnat du monde junior à Stockholm en 1969 remporté par Anatoli Karpov.
Par équipes, il a joué 7 fois la finale de la Coupe de France avec ses clubs.
En 1992, il réalise sa seule norme de grand maître international dans le Championnat de France des clubs.

### Champion de France et maître international
Jean-Luc Seret a été quatre fois champion de France (en 1980 à Puteaux, en 1981 à Vitrolles, en 1984 à Alès et en 1985 à Clermont-Ferrand) et de nombreuses fois deuxième (en 1971, 1975 et 1989) ou troisième (en 1970 et 1974) du championnat national.
Il est l'un des premiers joueurs français à obtenir le titre de maître international en 1982.

### Avec l'équipe de France
En équipe de France, Jean-Luc Seret compte environ 130 sélections. Il participe en son sein aux olympiades d'échecs de 1974 (Nice), puis à celles de 1976 (Haïfa), 1980 (La Valette), 1982 (Lucerne) et 1984 (Thessalonique) où la France termine sixième. Au Championnat du monde d'échecs par équipes en 1985 à Lucerne, il évolue en tant que cinquième échiquier de l'équipe de France, c'est-à-dire numéro 5 (sur 8) ; la France termine quatrième. Il reçoit la médaille de bronze pour le troisième meilleur résultat de la compétition sur le cinquième échiquier.

### Palmarès dans les tournois individuels
Dans les années 1970, Jean-Luc Seret gagne trois fois l'open de Rennes, quatre fois celui de Gonfreville-l'Orcher.
En 1973-1974, à Messery sur les rives du lac Léman, il remporte le tournoi de sélection pour l'équipe de France olympique.
En 1981, il est 1er ex æquo au tournoi fermé de grands maîtres de Bagneux.
En 1983 il remporte l'open international de Val Thorens et en 1985 celui d'Avoine ; il est encore 1er ex æquo de cet open d'Avoine en 2005.
Il termine 1er ex æquo de l'Open international des vins du Médoc à Naujac-sur-Mer en 2004 et remporte l'Open international de Rouen en 2009.
Au 1er janvier 2011, il est le 82e joueur français, avec un classement Elo de 2 401 points.

### Championnats du monde vétéran
En avril-mai 2017, la FFE envoie pour la première fois une équipe au championnat du monde vétéran (65 ans et plus) à Hersonissos en Crète. L'équipe de France prend la médaille d'argent derrière les incontournables Russes (sur 22 équipes). Jean-Luc Seret est le 3e joueur de l'équipe (sur 5, tous anciens champions nationaux).
En juillet 2018, la FFE renouvelle l'expérience, à Radebeul près de Dresde (Allemagne). À la dernière ronde, Jean-Luc Seret doit battre son adversaire russe pour offrir une deuxième médaille d'argent à la France ; mais il échoue et la France termine septième (sur 61 équipes).

## Une partie
Marjanović-Seret, Salonique, 1984,
1. e4 g6 2. d4 Fg7 3. Cc3 c6 4. h3 d6 5. Fe3 Cd7 6. Dd2 b5 7. g3 Nb6 8. b3 Fb7 9. Fg2 a5 10. Cge2 b4 11. Cd1 c5! 12. c3 Cf6! 13. f3 bxc3 14. Cdxc3 cxd4 15. Cxd4 0-0 16. Cdb5 d5! 17. Td1 e5 18. exd5 Cbxd5 19. Fc5 Cxc3 20. Dxc3 Cd5 21. Dc4 Dg5! 22. Rf2 Tfd8 23. h4 Df6 24. Cc3 Cxc3 25. Dxc3 Dc6 26. Txd8+ Txd8 27. Tc1 e4 28. De3 Df6! 29. Rg1 exf3 30. Ff1 Dc6 31. Fb6 Fh6! 32. Dxh6 Dxb6+ 33. Rh1 Df2 34. Df4 h5 35. Fh3 Td2 36. g4 Dxh4! 37. Dxd2 hxg4 38. Rg1 Dxh3 39. Dd8+ Th7 40. Rf2 g3+ 0-1.